# Гурам Мінашвілі
Гурам Мінашвілі (22 листопада 1935 — 1 березня 2015) — радянський баскетболіст.
Срібний призер Олімпійських Ігор 1960 року.
Чемпіон Європи 1957, 1959, 1963 років.